# Trichocyclus djauan
Trichocyclus djauan là một loài nhện trong họ Pholcidae. Loài này được phát hiện ở Noordelijk Territorium.